# Junonia orithya
Espèce
Junonia orithya ou Pensée bleue (ou Precis orithya) est une espèce de lépidoptères de la famille des Nymphalidae.

## Répartition et habitat
La pensée bleue se trouve en Afrique, en Inde, en Asie du Sud-Est et en Australie. Elle vit dans les plaines.

## Description

### Papillon
Le papillon pensée bleue a une envergure moyenne de 4 à 6 cm.

Le mâle a des ailes antérieures principalement noires, avec des bandes blanches obliques et des ocelles orange ; et surtout de jolies ailes postérieures  bleues qui ont donné à ce papillon son nom commun.

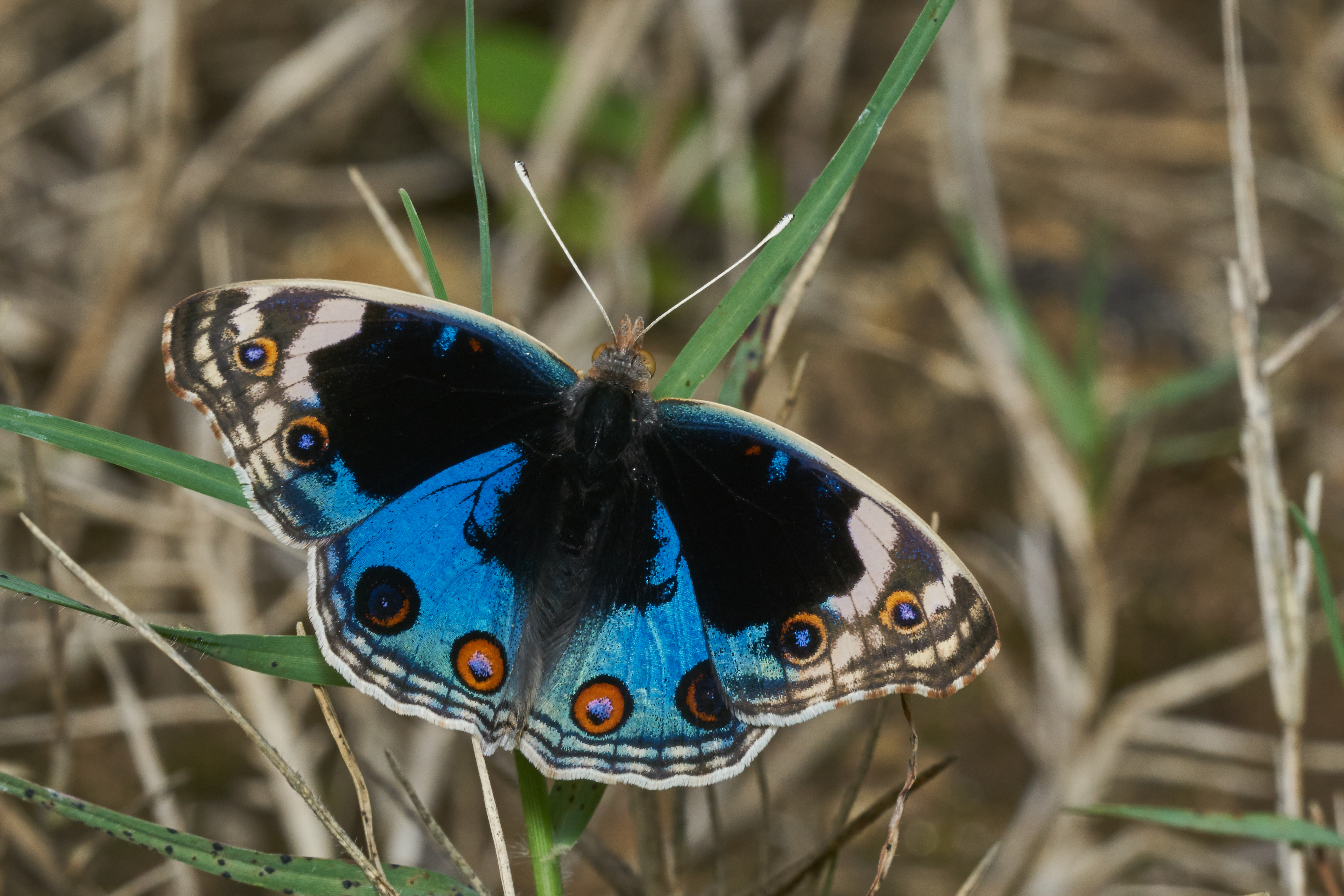
Mâle, Kérala, Inde
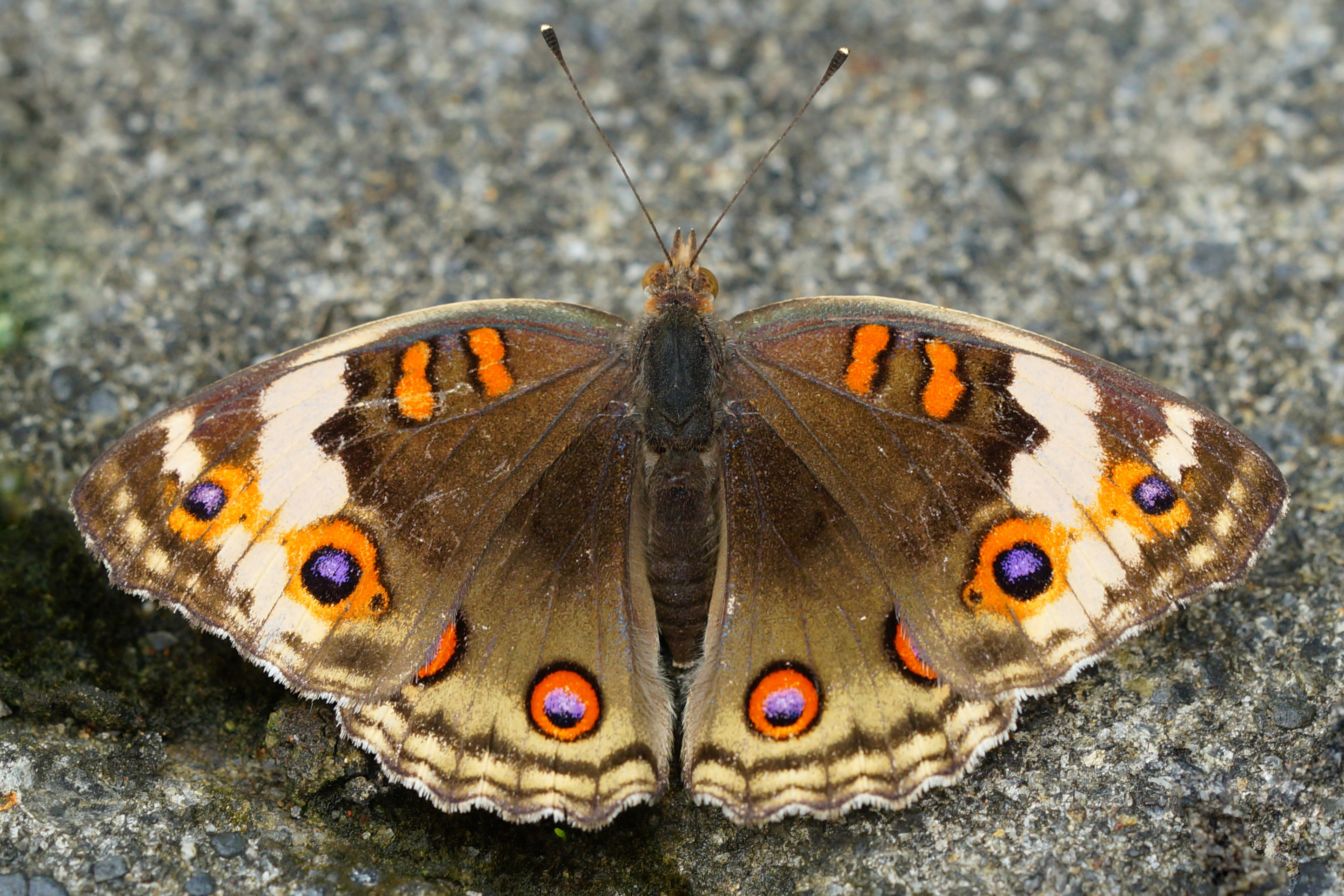
Femelle, Taïwan
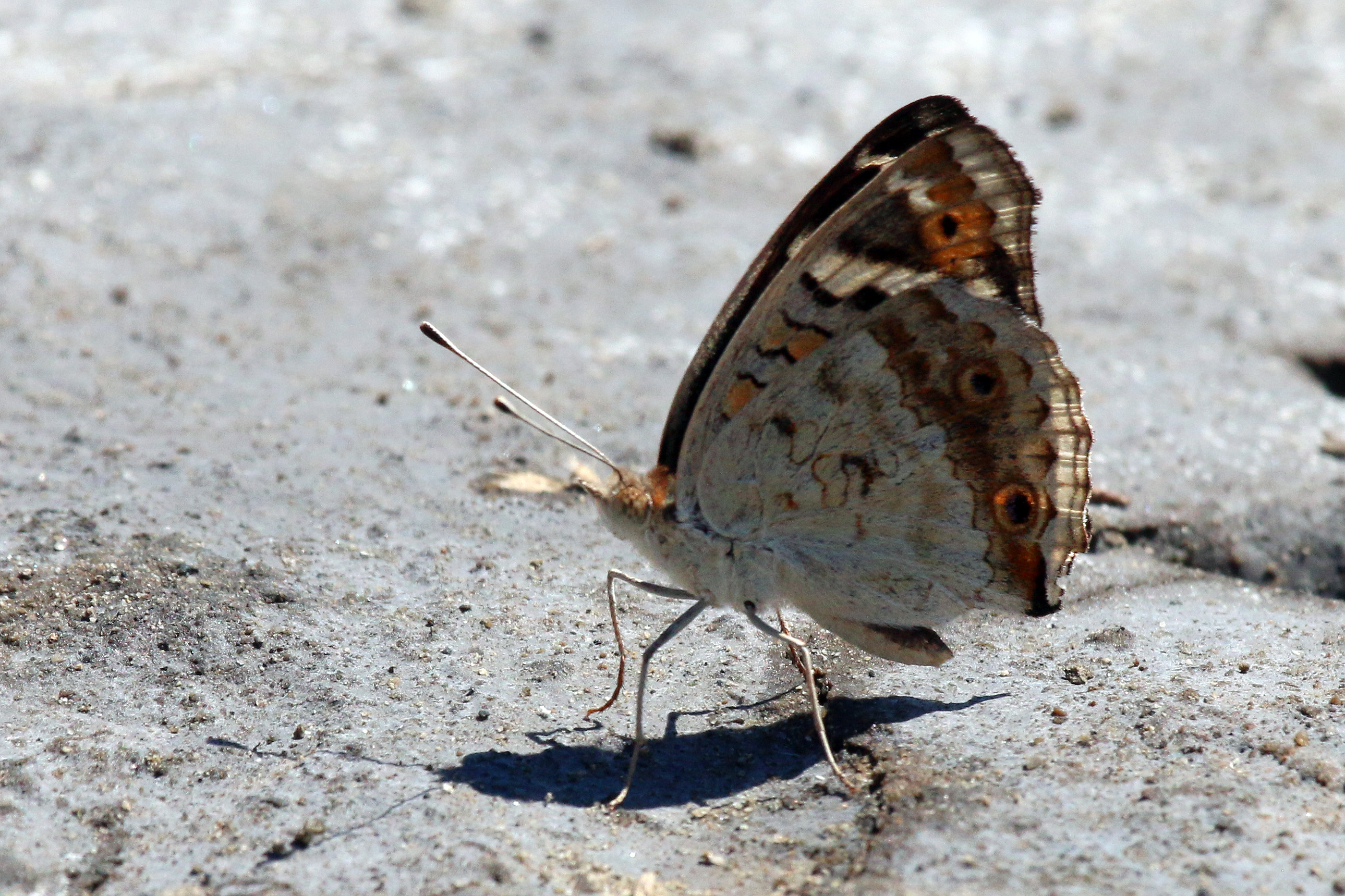
Revers, parc national de Komodo, Indonésie

La femelle est plus grande que le mâle. Elle a des ailes antérieures brun-gris, avec des bandes blanches obliques et des ocelles orange ; et ses ailes postérieures sont elles aussi brun-gris.
Le revers des mâles et des femelles est identique : il est brun-gris avec des marques blanches.

### Chenille
La chenille est noire avec des dessins orange et jaunes. Elle porte des épines courtes.

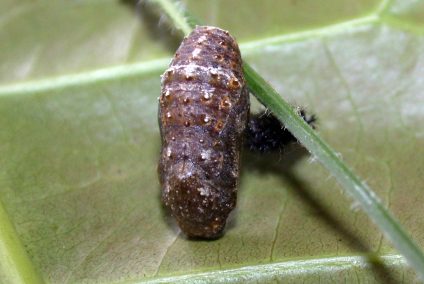
Chrysalide de Pensée bleue, Bengalore, Inde

## Taxinomie
Liste des sous-espèces
- Junonia orithya orithya à Ceylan.
- Junonia orithya albicincta Butler, 1875 ; le Blue argus du nord de l'Australie.
- Junonia orithya baweana Fruhstorfer, 1906 ;
- Junonia orithya celebensis Staudinger, 1888 ;
- Junonia orithya cheesmani (Riley, 1925) en Arabie (à confirmer)
- Junonia orithya eutychia (Fruhstorfer, 1912) à Timor.
- Junonia orithya hainanensis (Fruhstorfer, 1912)
- Junonia orithya here Lang, 1884 ; en Arabie.
- Junonia orithya leucasia Fruhstorfer ; aux Philippines.
- Junonia orithya madagascariensis (Guenée, 1865) dans le sud-ouest de l'Afrique (Rhodésie, Mozambique)
- Junonia orithya metion Fruhstorfer ; à Bornéo.
- Junonia orithya mevaria Fruhstorfer ;
- Junonia orithya minagara Fruhstorfer, 1904 ; à Java et Bali.
- Junonia orithya neopommerana Fruhstorfer ;
- Junonia orithya novaeguineae (Hagen, 1897) en Nouvelle-Guinée.
- Junonia orithya ocyale (Hübner, 1819) en Inde et dans le sud de la Birmanie.
- Junonia orithya orthosia (Godart, 1824)
- Junonia orithya palea Fruhstorfer ;
- Junonia orithya sumatrana Fruhstorfer ; à Sumatra.
- Junonia orithya  wallacei Distant, 1883 ; en Thaïlande et Malaisie.

## Philatélie
Le Sultanat d'Oman lui a dédié un timbre, émis en 1999.